# Michael Meyer (Anglist)
Michael Meyer (* 17. August 1958 in Ingelheim am Rhein) ist ein deutscher Anglist.

## Leben
Nach der Abitur 1977 am Staatlichen Gymnasium in Speyer studierte er von 1981 bis 1984 Germanistik und Anglistik an der Albert-Ludwigs-Universität Freiburg. Nach der Promotion (1986–1990) bei Willi Erzgräber an der Albert-Ludwigs-Universität Freiburg und der Habilitation (1991–1997) bei Klaus Peter Jochum an der Universität Bamberg ist er seit 2002 Professor für Anglistik (C4) (englische und amerikanische Literaturwissenschaft und Fachdidaktik) an der Universität Koblenz-Landau, Campus Koblenz.

## Schriften (Auswahl)
- Struktur, Funktion und Vermittlung der Wahrnehmung in Charles Tomlinsons Lyrik. Frankfurt am Main 1990, ISBN 3-631-43223-2.
- Gibbon, Mill und Ruskin. Autobiographie und Intertextualität. Heidelberg 1999, ISBN 3-8253-0758-1.
- English and American literatures. Tübingen 2011, ISBN 978-3-8252-3550-5.
- mit Laurenz Volkmann und Nancy Grimm: Teaching English. Tübingen 2022, ISBN 3-8233-8393-0.